# 유종 (동양희후)
유종(劉縱, ? ~ ?)은 전한 후기의 제후로, 청하강왕의 손자이다.

## 행적
신작 2년(기원전 60년), 아버지 유홍의 뒤를 이어 동양후(東陽侯)에 봉해젔다.
시호를 희(釐)라 하였고, 작위는 아들 유내시가 이었다.

## 출전
- 반고, 《한서》 권15하 왕자후표 下

| 선대 아버지 동양절후 유홍 | 전한의 동양후 ? ~ ? | 후대 아들 동양경후 유내시 |